# Achola, Yadgir
Achola là một làng thuộc tehsil Yadgir, huyện Gulbarga, bang Karnataka, Ấn Độ.